# Pośrednia Barania Ławka
Pośrednia Barania Ławka (słow. Sedlo baraních strážnic, niem. Weiszjoch, węg. Waisz-horhos) – przełęcz w słowackiej części Tatr Wysokich, położona w ich grani głównej. Znajduje się w długiej północno-zachodniej grani Baranich Rogów i oddziela od siebie Barani Kopiniak na północnym zachodzie i Wyżni Barani Zwornik na południowym wschodzie. Jest to wybitne siodło, tworzące razem z położonym blisko niego Baranim Kopiniakiem i Niżnią Baranią Ławką szerokie obniżenie grani pomiędzy Wyżnim a Niżnim Baranim Zwornikiem, traktowane przez Słowaków jako jedna dwusiodłowa przełęcz.
Przełęcz jest wyłączona z ruchu turystycznego. Północne stoki opadają z niej do Baraniego Bańdziocha – górnego piętra Doliny Czarnej Jaworowej, południowe natomiast zbiegają do Baranich Pól w Dolinie Pięciu Stawów Spiskich. Najdogodniejsza droga dla taterników na Pośrednią Baranią Ławkę wiedzie od południa przez Baranie Pola, łatwe są też drogi od północnego wschodu z Przełęczy Stolarczyka oraz od południa przez Barani Ogród.
Pierwsze wejścia:
- letnie – Antonina Englisch i Karol Englisch, 24 sierpnia 1903 r.,
- zimowe – František Kele junior, Bohumír Machala, Jaroslav Svoboda, Vladimír Vaculín, Antonín Veverka, Jaroslav Vinař i Jaromír Žemlik, 6 kwietnia 1950 r.[2]